# 利賀国際キャンプ場
利賀国際キャンプ場（とがこくさいキャンプじょう）は、富山県南砺市利賀村上百瀬49にあるキャンプ場である。

## 概要
1972年、利賀村（当時）により合掌文化村（富山県利賀芸術公園）内に村営の野営場が設置されたが、利賀フェスティバルの観覧などに便利なため利用者が増加したことと野営場内に文化村の演劇関連施設（国際舞台芸術研究所、カリフォルニア大学サンディエゴ校との共同事業による宿舎、図書館など）が建設されることに伴い、百瀬川沿い700m下流の村の買収地約2ha（旧野営場の2倍）に移設し、利賀国際キャンプ場に改名した上で、1987年7月6日にオープンした。
完成時点で国内最大級のオートキャンプサイトや、シャワー室付の管理棟、炊事者2棟、公衆便所、研修棟、100人が一度に集えるファイヤーサークルなどを備えた。
野営場時代から続いているイワナのつかみ取り体験や、バーベキューセットの予約注文も可能である。
売店では菓子類、アイスクリーム、カップ麺、乾麺などが購入が可能。自動販売機ではジュースの他缶ビールも販売している。
2023年3月末を以て、一般社団法人利賀ふるさと財団が同施設の指定管理者から撤退した。当面の休業を経て、同年7月21日に再オープンした。